# Funerali nell'antica Roma

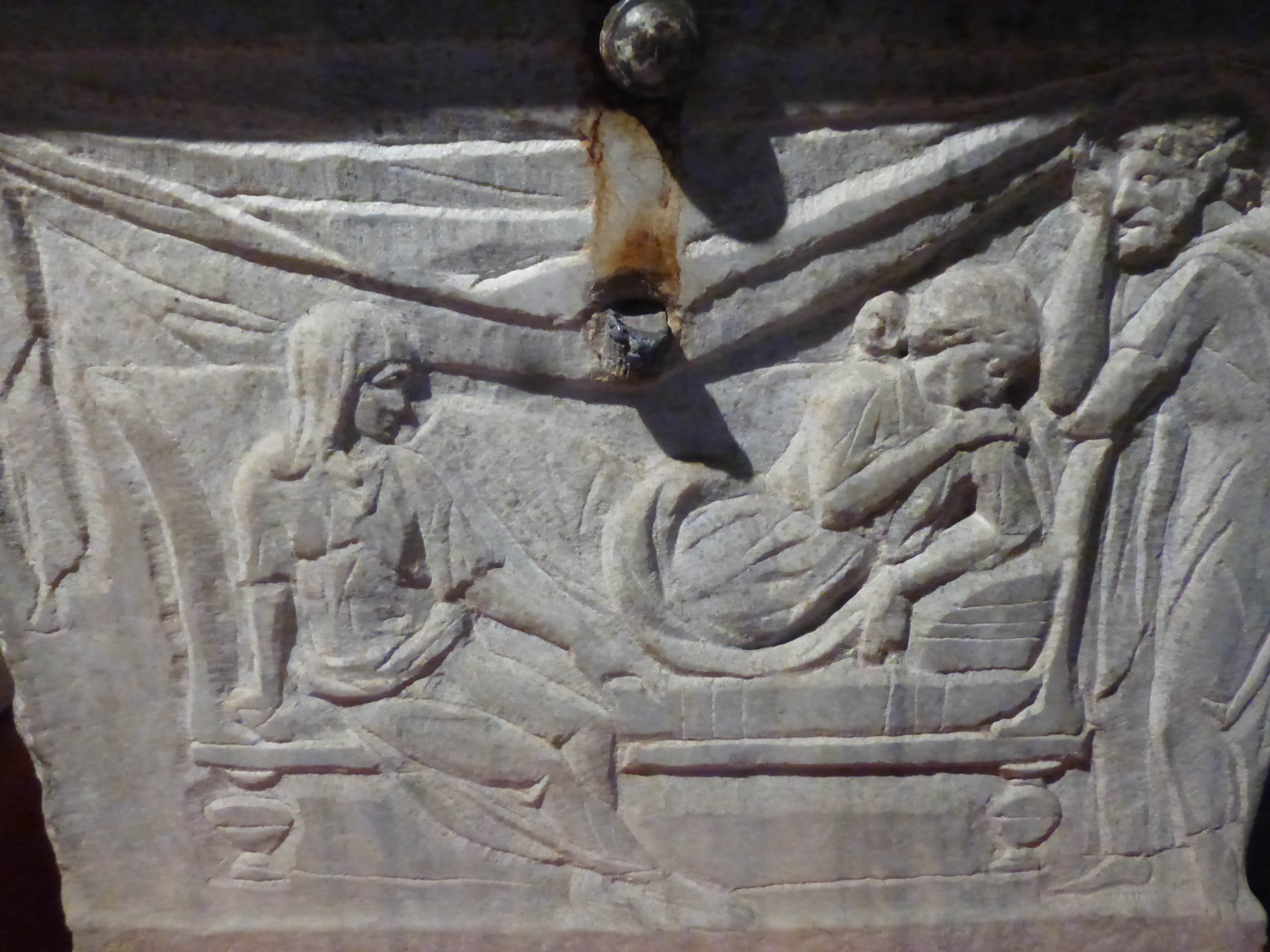
Sarcofago dedicato a Crepereia Tryphaena con la sua bambola

I funerali nell'antica Roma rappresentavano per tutti, anche per i più poveri, per i quali le esequie erano pagate dallo Stato,   la necessità imprescindibile di onorare i defunti che costituivano gli spiriti protettori della famiglia . Se un morto rimaneva insepolto o non fosse stato inumato secondo i riti si credeva che la sua anima rimanesse a vagare sulla terra travagliando i parenti che si erano sottratti al dovere di rendergli onore. 
I riti funebri solitamente sono descritti dalle fonti antiche riguardo soprattutto personaggi importanti o di rango imperiale ma gli scavi archeologici di molte necropoli e i testi delle iscrizioni funerarie dei sepolcri hanno oggi reso possibile conoscere come si  svolgevano le cerimonie funebri e il modo di concepire la morte e di vivere il lutto anche delle classi sociali medie e basse. 

## I funerali comuni
Quando ormai il moribondo era al termine dell'agonia veniva chiamato al capezzale il parente più prossimo che con un bacio sulla bocca raccoglieva con l'ultimo spirito vitale l'anima del defunto a cui poi chiudeva gli occhi. Da questo momento avveniva la conclamatio con la quale si ripeteva il nome del defunto sino al momento della sepoltura. Per i defunti più abbienti erano previste anche le lamentazioni  delle praeficae, donne pagate a questo scopo, che si univano a quelle delle donne della famiglia. Questa ritualità serviva a scongiurare l'ipotesi di una morte apparente del defunto  che veniva deposto in terra, con in bocca una moneta per pagare Caronte il traghettatore dell'al di là. Il morto veniva preparato per essere poi esposto sul letto funebre (prothesis) dai libitinarii, gli uomini delle pompe funebri che organizzavano anche il corteo con il feretro sostenuto a spalla da 4 o 8 portatori, con l'accompagnamento dei maschi della famiglia indossanti vestiti neri (lugubria) e il contorno di suonatori e praeficae.  Nel caso il funerale fosse stato disposto per personaggi importanti nel corteo era prevista anche l'esposizione di ritratti in cera degli antenati che al termine del rito venivano deposti dentro armadi collocati nell'ingresso della casa .

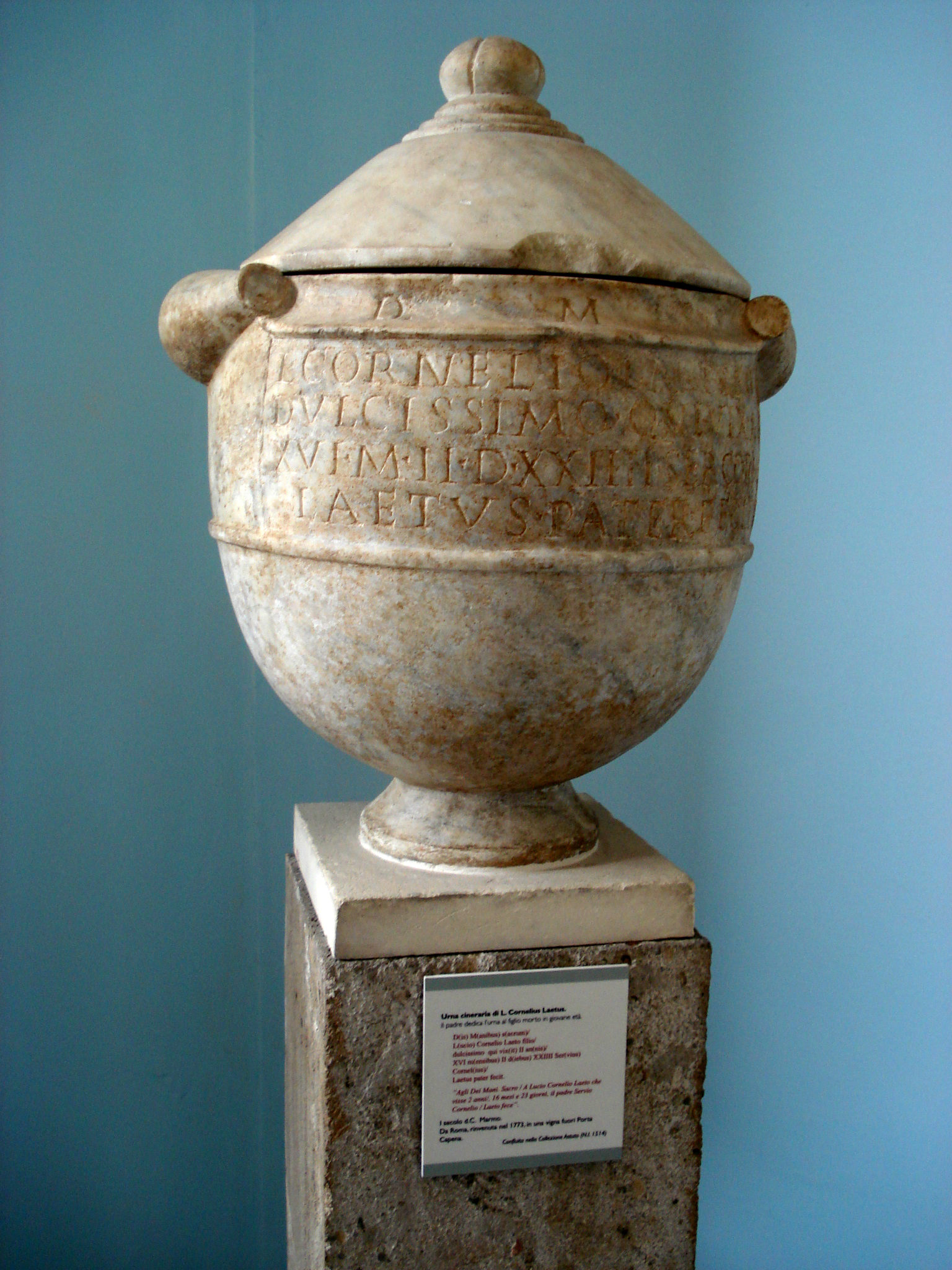
Urna funeraria romana. I secolo

Di solito il defunto veniva seppellito come testimoniano Cicerone e Plinio che documentano la inumazione come la pratica funeraria più antica  ma i resti archeologici hanno dimostrato come contemporaneamente fosse usata frequentemente la cremazione  Oltre a questi due diffusi riti Lucrezio descrive l'usanza orientale, ripresa in alcuni casi a Roma, di imbalsamare con il miele i defunti 
È oggi accertato che in età repubblicana fino al I secolo d.C. prevalgono i riti della cremazione ma sono frequenti anche quelli dell'inumazione; dalla media età imperiale si diffonde definitivamente l'uso dell'inumazione. Se il defunto veniva invece cremato gli si tagliava un dito  per seppellirlo a parte affinché si purificasse con il contatto della terra l'intero corpo del morto.
Nell'ambito del funerale tradizionale rientrava anche il funus militare che veniva celebrato a spese dei commilitoni del defunto che sacrificavano per allestirlo una parte della loro paga; per i soldati morti in battaglia vi era la cremazione o la sepoltura in fosse comuni. Particolari onori militari erano previsti solo per i gradi più alti 

## Il funerale pubblico

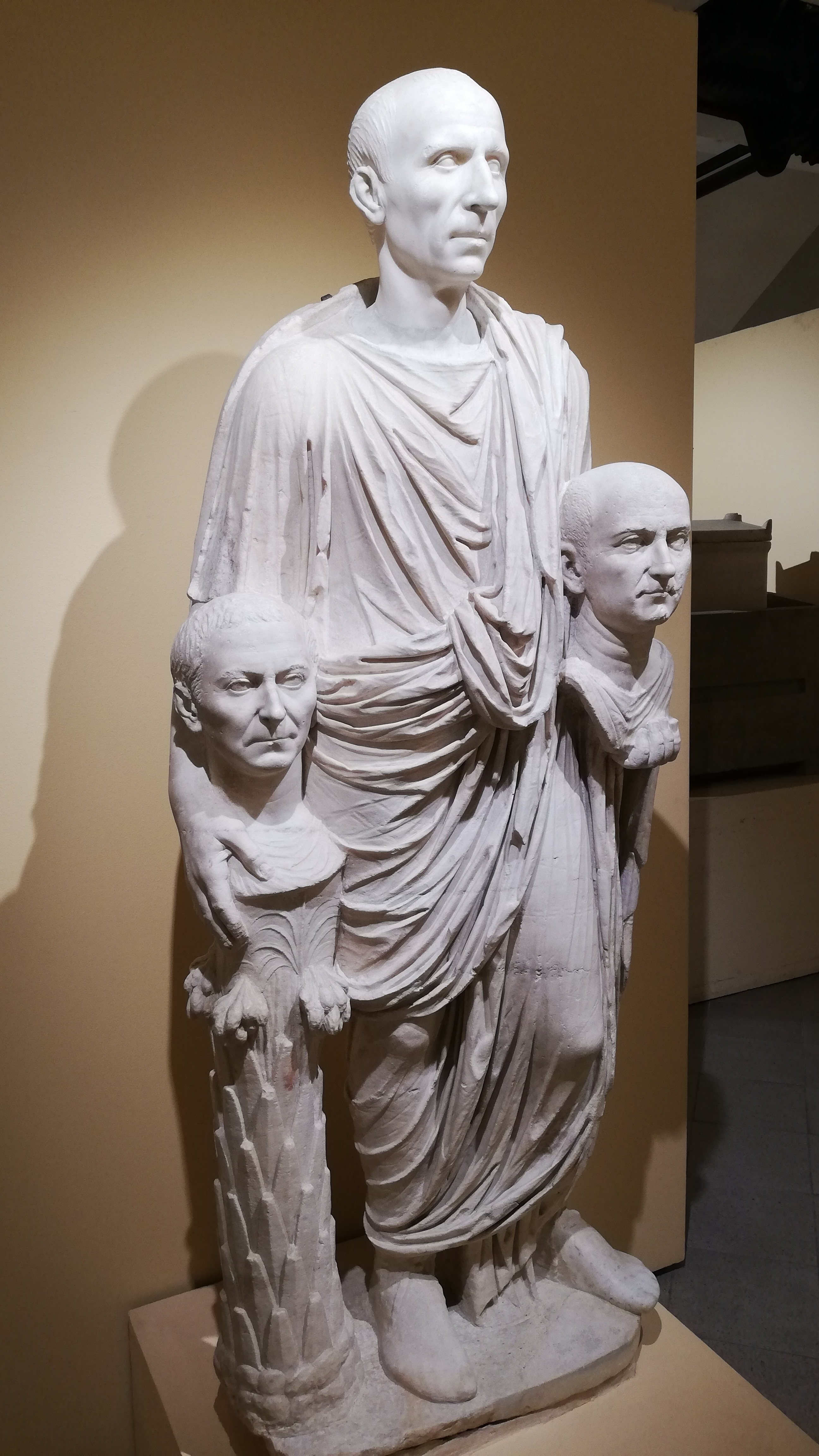
Personaggio illustre (togatus) con i ritratti degli antenati

La processione funebre quando riguardava personaggi importanti attraversava tutta la città e si fermava nel Foro per l’elogio funebre (Laudatio funebris), del defunto pronunciato da uno dei parenti più stretti per mettere in rilievo l'illustre vita del morto la cui dipartita ha colpito non solo la sua famiglia ma tutti i cittadini:  
Prima della cremazione si aprivano nuovamente gli occhi del defunto che collocato sulla pira assieme ai suoi oggetti personali, veniva chiamato ad alta voce ancora una volta dai presenti che con le torce appiccavano il fuoco. Le ceneri infine, erano raccolte nelle urne cinerarie di diversa fattura e pregio a seconda del rango del defunto e venivano poi deposte in una nicchia ricavata in una tomba collettiva chiamata columbarium (colombaia). 
Il funus pubblicum (funerale pubblico) di solito prevedeva un discorso elogiativo del defunto, canti funebri, una processione di magistrati e la partecipazione di un gran numero di semplici cittadini e soldati. Così almeno secondo il racconto di Appiano  a proposito del funerale di Silla. In età imperiale, fatta eccezione a Roma per i riti per la morte dell'imperatore, molto rari erano i funerali pubblici che erano più frequenti invece nelle province; per le onoranze dedicate al magistrato che aveva ben governato una città erano previsti infatti anche lo svolgimento di spettacoli gladiatori o teatrali.  
Il funerale pubblico naturalmente era celebrato in modo solenne per gli imperatori e i loro familiari  ai quali era riservata la consecratio, la consacrazione disposta con un atto pubblico del senato, la quale in origine poteva riguardare un oggetto, un luogo e, dopo la morte di Cesare, anche un'illustre persona che assumeva, tramite la cerimonia dell'apoteosi, le caratteristiche della sacralità entrando con il titolo di divus (uomo divinizzato, non deus) a far parte della religione pubblica.

## Le commemorazioni
L'avvenimento della morte si pensava avesse contaminato la famiglia del defunto che dopo una prima purificazione (suffitio) il giorno stesso del funerale veniva celebrato il primo banchetto funebre (silicernium). Nove giorni dopo la sistemazione definitiva della salma, avvenuta mediante seppellimento o cremazione, veniva data una festa (coena novendialis)   , in occasione della quale si sacrificava ai Mani del defunto.  versando vino o altra bevanda di pregio sulla tomba o sulle ceneri. Durante questi nove giorni, la casa era considerata impura (funesta), e veniva ornata di rami di cipresso o tasso perché ne fossero avvertiti i passanti fino a quando, alla fine del periodo, veniva spazzata e lavata.
Cerimonie particolari in onore dei defunti si svolgevano in varie occasioni durante l'anno:
- in occasione del compleanno del defunto;
- nei Parentalia (dal 13 al 21 febbraio) per la commemorazione dei defunti che si concludevano
- il 22 febbraio con un grande banchetto per i parenti più stretti [19];
- nei Lemuria (9, 11 e 13 maggio) dedicati ai defunti. I templi erano chiusi e non si celebravano matrimoni;
- nei Rosalia in occasione di questa festa per la fioritura delle rose le tombe venivano adornate di rose, simboli di quella rinascita e primavera ultraterrena che si manifestava anche negli spazi verdi intorno alle tombe.

Alcuni edifici sepolcrali erano dotati di spazi per l'esecuzione dei riti e di forni e pozzi per i banchetti funebri ai quali venivano fatti partecipare anche i defunti introducendo cibi e bevande attraverso dei fori che dal sepolcro arrivavano sino a ciò che rimaneva del morto .